# Long Beach Dub Allstars
I Long Beach Dub Allstars furono un gruppo Reggae nato nel 1997 e sciolto nel 2002.

## Storia
Eric Wilson e Bud Gaugh si incontrarono per la prima volta durante l'infanzia (nel 1979) e più tardi formarono il loro primo gruppo garage punk, composto da batteria, basso, e voce.
In seguito costituirono con Bradley Nowell, i Sublime (gruppo musicale). I Long Beach Dub Allstars (abbreviato, LBDAS) vennero fondati dopo la morte di Brad Nowell, nel 1996 a causa di un'overdose di eroina.
Il gruppo debuttò con il suo primo album  Right Back , e continuò con il secondo,  Wonders Of The World , nel 2001.
Nel 2002 voci di una rottura della band cominciarono a circolare. L'intero gruppo aveva promesso di stare lontano dalle droghe pesanti, ma alcuni membri della band non mantennero la promessa, causando l'uscita di Bud Gaugh dal gruppo. Il 14 gennaio 2003 Gaugh fu arrestato per possesso di marijuana.
Eric Wilson e RAS-1 formarono i Long Beach Shortbus insieme a due nuovi membri. Jack Maness e Opie Ortiz formarono i Dubcat. Gli Shortbus ebbero poco successo più dei Dubcat.
La loro canzone, Sunny Hours venne usata come sigla per la sitcom Joey.

## Membri
- Eric Wilson (bassista, ex-Sublime)
- Jack Maness (tastierista)
- Marshall Goodman (DJ)
- Bud Gaugh (batterista, ex-Sublime)
- Tim Wu (sassofonista)
- Opie Ortiz (cantante)
- RAS-1 (chitarrista, cantante)
- Miguel (chitarrista)
- Todd Foreman (sassofonista)
- Isaiah Ikey Owens (tastierista)

## Discografia
- Right Back (1999)
- Wonders Of The World (2001)

### Apparizioni in compilation
- 2000 - World Warped III Live